# Аншютц, Оттомар
 Оттомар Аншютц  (нем. Ottomar Anschütz; 16 мая 1846, Лешно — 30 мая 1907, Берлин) — немецкий фотограф и изобретатель. Работал в области хронофотографии и изучения движений человека и животных. Некоторые его изобретения применялись в физиологии.

## Биография
Оттомар Аншютц работал с 1864 года фотографом в Берлине, Мюнхене и Вене, с 1868 года стал фотографом-портретистом и художником-декоратором, примерно к 1882 году получив довольно широкую известность качеством своих фотографий.
Изобрел шторный фотозатвор, способный снимать с выдержкой до одной тысячной секунды, введение которого в практику значительно облегчило моментальную съёмку. Другое известное его изобретение — так называемый «электротахископ», представлявший собой вращающийся диск из 24 стеклянных диапозитивов. Основой для изобретения стал зоотроп, снабжённый рисунками отдельных фаз движения. Электротахископ включался вручную и с помощью трубки Гейслера позволял человеку или небольшой аудитории просматривать последовательность фотографий, создавая иллюзию движения и показывая 30 кадров в секунду. В 1891 году он улучшил своё изобретение, в том же году в двух городах Германии началось его производство, к 1893 году было произведено 140 таких аппаратов. Электротахископ привлёк большое внимание на Всемирных выставках в Лондоне и Чикаго в 1892—1893 годах, был налажен его экспорт в другие страны. Использование импульсного освещения в электротахископе послужило для Томаса Эдисона, увидевшего его на Всемирной выставке в Париже, основой при создании «Кинетоскопа», в котором «остановка» отдельных кадриков на движущейся непрерывно киноплёнке осуществлялась вращающимся обтюратором с узкой щелью.
Летом 1886 года по заданию военного министерства Аншютц подготовил «движущуюся фотографию» кавалериста, которую планировали использовать в учебном процессе кавалерийских школ.
В 1894 году Аншютц в очередной раз улучшил характеристики электротахископа, который теперь мог давать проекцию на помещение размерами 6×8 метров. Умер от последствий аппендицита.